# Vladimir Bebić
Vladimir Bebić (* 4. August 1946 in Ljubljana, SFR Jugoslawien; † 16. Juni 2009 in Rijeka) war ein kroatischer Politiker.
Er studierte Politikwissenschaft an der Universität Zagreb. Am Kroatienkrieg beteiligte er sich als Freiwilliger auf Seiten der Kroatischen Streitkräfte. Er war als Schiedsrichter und Funktionär im Boxsport tätig.
Er gehörte seit 1990 der Riječki demokratski savez, einer Regionalpartei in Rijeka, an, für die er 1992 in das Kroatische Parlament gewählt wurde; er gehörte dem Parlament bis 1995 an. Er wurde Mitglied der Socijalnodemokratska unija, der damals einzigen eindeutig linksgerichteten Partei des Landes, und 1996 als Nachfolger von Branko Horvat Vorsitzender dieser Partei, der jedoch kein Einzug ins Parlament gelang. 2007 vereinigte sich die SDU mit fünf anderen linken Parteien zur Ljevica Hrvatske (Linke Kroatiens), Bebić wurde stellvertretender Parteivorsitzender. Er starb im Alter von 62 Jahren an Krebs.